# Jaapiella inflatae
Jaapiella inflatae är en tvåvingeart som först beskrevs av Rubsaamen 1914.  Jaapiella inflatae ingår i släktet Jaapiella och familjen gallmyggor. Inga underarter finns listade i Catalogue of Life.